# 太空梭著陸設施
太空梭著陸設施（Shuttle Landing Facility）是位於美國佛羅里達州布里瓦德縣梅里特島的一座機場，是甘迺迪太空中心的一部分，直到2011年7月為止都提供太空梭著陸。太空梭著陸設施也提供美國太空總署的訓練機（如太空梭運載機）和民用飛機起飛和降落。 
從2015年開始，Space Florida根據與美國太空總署簽訂的30年租約來管理和營運該設施。除了美國太空總署的持續使用外，私人公司自 2011年太空梭計畫結束以來也一直在使用太空梭著陸設施。

## 外部連結
维基共享资源上的相關多媒體資源：太空梭著陸設施
- Shuttle Landing Facility - NASA.gov fact sheet
- Space Shuttle Era: Landing Sites - NASA video on YouTube
- 关于此机场的资源：
  - FAA 当前TTS机场航班延误情况
  - AirNav KTTS机场信息
  - ASN KTTS机场事故历史
  - FlightAware 机场信息及实时航班追踪
  - NOAA/NWS 最新及前三天的气象观测信息
  - SkyVector TTS机场航图及终端程序